# Réserve spéciale de Maningoza
Le réserve spéciale de Maningoza est une réserve naturelle dans la région Melaky à Madagascar.

## Géographie
Elle se situe dans la partie ouest de Madagascar, près du canal du Mozambique sur le territoire de la commune de Besalampy.
Elle s'étend sur 7 900 hectares, situe dans une altitude entre 0 et 800 mètres.

## Faune
La réserve spéciale de Maningoza abrite 153 espèces d'animales, dont : 73 oiseaux, 15 espèces de mammifères (5 espèces de lémuriens), 4 espèces d’amphibiens et 27 espèces de reptiles.

## Accès
Par la route nationale 1 reliant Antananarivo - Tsiroanomandidy à Besalampy.